# Eugen Sigg
Eugen Sigg-Bächthold, švicarski veslač, * 1898, † ?.
Sigg je v švicarskem četvercu s krmarjem na Poletnih olimpijskih igrah 1924 v Parizu osvojil zlato medaljo, v četvercu brez krmarja pa je na istih igrah osvojil bronasto medaljo.